# ثابت گذردهی خلأ
ثابت گذردهی خلاء (به انگلیسی: Vacuum permittivity) یک ثابت فیزیکی در الکترومغناطیس است و با ε0 (اپسیلون صفر)  نمایش داده می‌شود. این ثابت به صورت "مقدار خالص تراوایی دی‌الکتریک در خلاء" تعریف می‌شود از طرفی ممکن است با اسامی ضریب گذردهی فضای خالی، ثابت الکتریک یا ظرفیت توزیع شدهِ خلاء به آن اشاره شود که مقدار تعریف شده آن توسط فرمول به صورت زیر است:
و مقدار عددی آن برابر است با (مقدار CODATA) :
(فاراد بر متر ) ‎ε0 = 8.8541878128(13)×10−12 F⋅m−1
این کمیت٬ واحد بار الکتریکی را به کمیت‌های مکانیکی نظیر نیرو و جابه‌جایی مربوط می‌کند و یک ثابت فیزیکی ایده‌‌آل (پایه‌ای) است. 